# Flavien Tait
Flavien Tait, född 2 februari 1993, är en fransk fotbollsspelare som spelar för Samsunspor.

## Karriär
Den 9 juli 2019 värvades Tait av Rennes, där han skrev på ett fyraårskontrakt. Den 6 september 2023 värvades Tait av Süper Lig-klubben Samsunspor, där han skrev på ett treårskontrakt.